# Marco Pappa
Marco Pablo Pappa Ponce (Cidade da Guatemala, 15 de novembro de 1987) é um ex-futebolista guatemalteco, considerado um dos melhores de sua geração no país.

## Carreira
Pappa foi revelado pelo Municipal, onde atuou pelas categorias de base entre 2004 e 2006. Profissionalizando-se neste último ano, fez sua estreia em agosto, contra o Petapa.
As suas boas atuações pelos vermelhos renderam a Pappa uma proposta do Chicago Fire para contar com o atleta por empréstimo. Agradou tanto os dirigentes do Fire que a equipe o contratou em definitivo em 2010. Pappa deixou o clube em em Agosto de 2012 para defender o SC Heerenveen.
Após uma fraca passagem pelo futebol holandês, voltou para os EUA para defender o Seattle Sounders.

## Seleção
A estreia de Pappa na Seleção Guatemalteca de Futebol foi em agosto de 2008, contra os Estados Unidos. O jogador é o principal destaque internacional da seleção.